# بوگرا-۶
بوگرا-۶ (به لاتین: Bogra-6) یک منطقهٔ مسکونی در بنگلادش است که در ناحیه بوگرا واقع شده‌است.